# Havas Adolf (orvos)
Havas Adolf, 1881-ig Hamburger (Szentgál, 1854. február 14. – Budapest, 1917. december 5.) orvos, bőrgyógyász, egyetemi tanár.

## Élete
Hamburger Mór (1821–1897) és Rothauser Fanni (1825–1911) gyermekeként született zsidó családban. Középiskolai tanulmányait a budapesti katolikus főgimnáziumban végezte, majd beiratkozott a Bécsi Egyetem Orvostudományi Karára. Orvosi oklevelét 1880-ban a Budapesti Tudományegyetem orvosi karán szerezte meg. 1880–1881-ben a Kórbonctani Tanszéken volt tanársegéd. 1882-ben a Schordann-féle ösztöndíjjal hosszabb tanulmányutat tett Párizsban, ahol bőrszövettani vizsgálatokat végzett. 1883-ban a budapesti Poliklinikán bőr- és nemi osztályt alapított, amelyet 1898-ig főorvosként vezetett. 1898 és 1910 között a Szent Rókus Kórházban dolgozott, 1910 és 1917 között a Szent István Kórház bőrgyógyász-főorvosa volt. 1884-ben a bőr- és bujakórtan tárgyköréből magántanárrá habilitálták, 1902-ben címzetes rendkívüli tanár lett. Jeles bőrgyógyász volt, behatóan foglalkozott a prostitúció és a nemi betegségek kapcsolatával. Egyik szerkesztője volt a Drasche-féle Bibliothek der gesammten medizinischen Wissenschaft és a Lesser-féle Encyclopaedie der Haut und Geschiechtskrankheiten lexikonoknak. Elnöke volt a Magyar Dermatológiai és Urológiai társaságnak. Cikkei az Orvosi Hetilapban jelentek meg. Tevékenyen részt vett a zsidó közéletben is.
A Kozma utcai izraelita temetőben nyugszik.

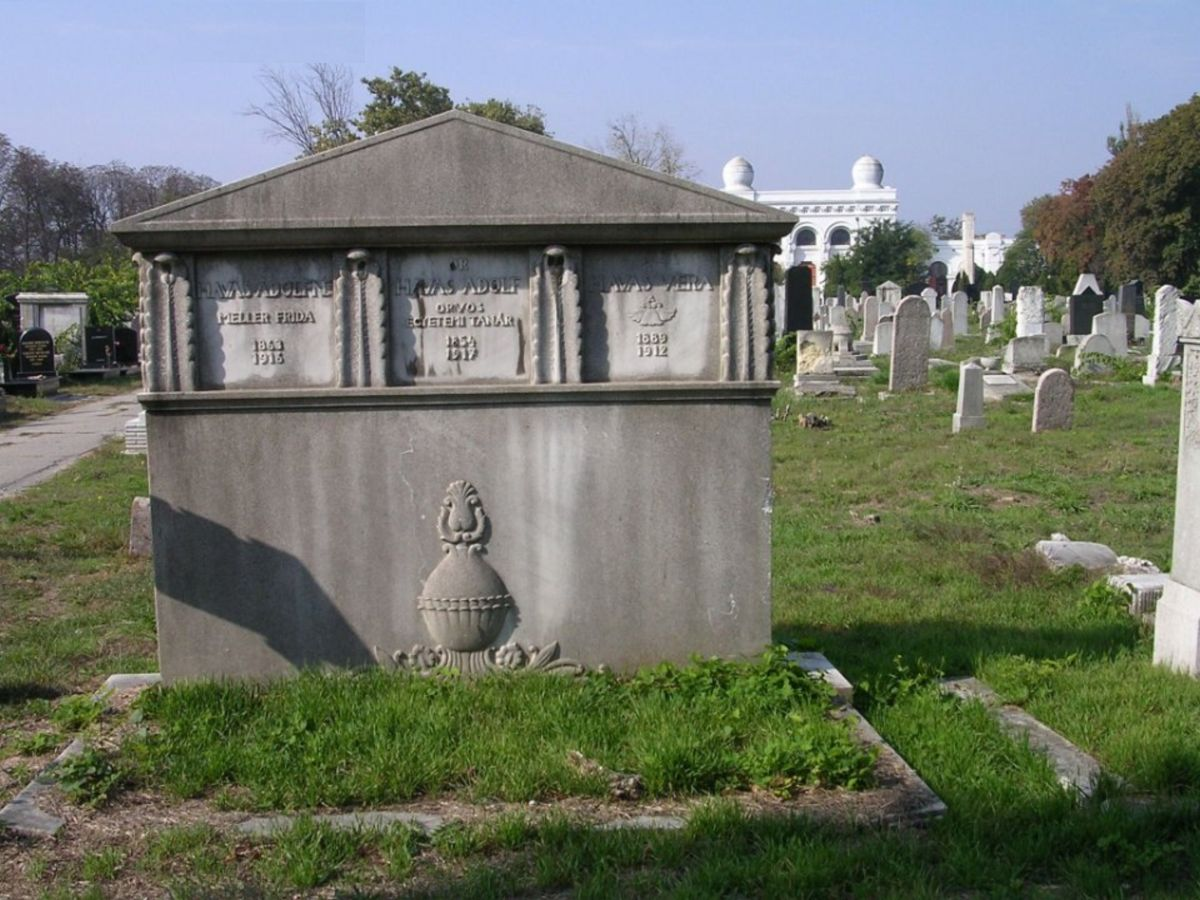
Sírja a Kozma utcai izraelita temetőben (3bal-83-2). Lajta Béla alkotása.

## Családja
Felesége Meller Friderika (1864–1916) volt, akit 1886-ban Badenben vett nőül.
Gyermekei:
- Havas Béla (1887–1942) bankár. Felesége Kollár Veronika (1902–?).
- Havas Vera (1889–1890)

## Főbb művei
- Szőrtelenítés Röntgen-sugarakkal (Budapest, 1898)
- A dermatitis exfoliativa universalisról (Budapest, 1899)
- A hypertrichosis kór- és gyógytana: előadás a Közkórházi Orvostársulat 1900. április 4-ei ülésén (Budapest, 1900)
- A Quincke-féle megbetegedés (Budapest, 1906)
- A syphilitikus megbetegedés mely időszakában kezdessék meg az általános gyógykezelés? (Budapest, 1908)
- Előzetes jelentés az Ehrlich-féle gyógyszerrel elért gyógyeredményekről (Budapest, 1910)